# Lore Benz
Lore Benz (* 3. April 1962 in Mainz) ist eine deutsche Klassische Philologin.
Nach dem Studium an der Universität Freiburg wurde sie 1991 bei Eckard Lefèvre zum Dr. phil. promoviert. Anschließend arbeitete sie als Akademische Rätin an der Universität Freiburg und habilitierte sich dort.
1997 ging Lore Benz als C3-Professorin für Klassische Philologie an die Universität Kiel. 2001 wechselte sie als C4-Professorin an die Universität Bielefeld.
Ihre Forschungsschwerpunkte sind die römische Komödie und das Verhältnis von Mündlichkeit und Schriftlichkeit in der antiken Literatur.

## Schriften (Auswahl)
- Die Metaphorik der Palliata und die Tradition der improvisierten Posse. Freiburg 1991
- Plautus und die Tradition des Stegreifspiels. Festgabe für Eckard Lefèvre zum 60. Geburtstag. Tübingen 1995. ISBN 3-8233-4565-6
- mit Eckard Lefèvre: Maccus barbarus. Sechs Kapitel zur Originalität der „Captivi“ des Plautus. Tübingen 1998. ISBN 3-8233-4564-8
- ScriptOralia Romana. Die römische Literatur zwischen Mündlichkeit und Schriftlichkeit. Tübingen 2001. ISBN 3-8233-5428-0